# Diospyros latisepala
Diospyros latisepala là một loài thực vật có hoa trong họ Thị. Loài này được Ridl. mô tả khoa học đầu tiên năm 1923.